# Year Zero (песня)
Year Zero (с англ. —  «Миллениум», «Нулевой год») —  второй сингл шведской рок группы Ghost, с их второго альбома Infestissumam. Сингл был выпущен 19 апреля 2013 года. Однако клип на эту песню был выпущен 25 марта (цензурная версия — 27).
Тобиас Форге утверждал, что «Year Zero» и «Zenith» — единственные две песни Ghost, над которыми он не был основным автором, и эти две песни были идеями гитариста Мартина Перснера, более известного как «Омега».

## Критика
Loudwire назвали клип «Year Zero» лучшим метал-видео 2013 года, а Revolver назвал его седьмым. Песня и клип «Year Zero» были номинированы на «Лучшую метал песню» и «Лучшее метал видео» на музыкальной премии Loudwire 2013.

## Участники записи
- Papa Emeritus II — вокал
- Nameless Ghouls
- Маттиас Фриск — обложка альбома